# Nippobodes chejuensis
Nippobodes chejuensis är en kvalsterart som beskrevs av Choi 1996. Nippobodes chejuensis ingår i släktet Nippobodes och familjen Nippobodidae. Inga underarter finns listade i Catalogue of Life.